# Чихачёв, Николай Николаевич
Никола́й Никола́евич Чихачёв (1860 — после 1917) — киевский вице-губернатор (1906—1910), председатель Киевского клуба русских националистов и член IV Государственной думы от Киевской губернии.

## Биография
Православный. Из потомственных дворян Тамбовской губернии. Землевладелец Киевской губернии (316 десятин).
Окончил физико-математический факультет Московского университета и юридический факультет Петербургского университета со степенью кандидата прав.
Избирался гласным Тамбовского губернского земства. В 1890 году поступил на службу в Министерство внутренних дел с назначением и. о. правителя канцелярии Эстляндского губернатора. Также состоял советником губернского правления. В 1891 был переведен непременным членом Таврического губернского присутствия по земским и городским делам.
Земский деятель князь В. А. Оболенский так характеризовал его: "Человек умный, образованный и способный, он был правой рукой всех сменявшихся губернаторов и таким образом в течение нескольких лет почти управлял Таврической губернией. Умел со всеми ладить, но, само собой разумеется, имел репутацию вполне благонамеренного чиновника. И вдруг [события революции 1905 года] метаморфоза: Н. Н. записался в партию Народной Свободы, а придя к нам на собрание, стал высказывать уже совсем радикальные мысли, настаивая даже на национализации земли. Речь Н. Н. Чихачева на собрании нашей партии в маленьком Симферополе произвела сенсацию. Вероятно, не очень одобрил ее и губернатор. По этой или другой причине, Чихачев стал хлопотать о переводе на службу в другую губернию, конечно — с повышением, и уехал в Петербург искать протекции у своего бывшего начальника В. Ф. Трепова... ...вскоре Чихачев получил место киевского вице-губернатора".
В 1906—1910 годах занимал пост Киевского вице-губернатора. В 1911 был командирован в распоряжение Киевского, Подольского, Волынского генерал-губернатора для содействия в проведении земской реформы в Юго-Западном крае. В дальнейшем состоял чиновником особых поручений при министре внутренних дел. Избирался Киевским уездным предводителем дворянства (1912—1917). Дослужился до чина действительного статского советника (1912).
В 1912 году, после смерти В. Е. Чернова, возглавил Киевский клуб русских националистов. В октябре 1912 был избран членом Государственной думы от Киевской губернии. Входил во фракцию русских националистов и умеренно-правых (ФНУП), после её раскола в августе 1915 — в группу прогрессивных националистов. Состоял докладчиком бюджетной комиссии, а также членом комиссий: для составления проекта всеподданнейшего адреса, по запросам, бюджетной, о преобразовании полиции в империи, об изменении устава о пенсиях и единовременных пособиях, по городским делам.
Во время Февральской революции был в Киеве, 1 марта участвовал в совещании, постановившем образовать при городской управе Комитет общественных организаций. Выполняя постановление Киевского исполкома объединённых общественных организаций, посадил под домашний арест генерала Н. И. Иванова. 17 марта вышел из состава группы.
Дальнейшая судьба неизвестна. Был женат.

## Награды
- Орден Святого Станислава 2-й ст. (1897)
- Орден Святой Анны 2-й ст. (1903)
- Орден Святого Владимира 4-й ст. (1905)
- Орден Святого Владимира 3-й ст. (1914)

иностранные:
- сербский Орден Святого Саввы 2-й степени (1912).